# Dendrophthora decipiens
Dendrophthora decipiens är en sandelträdsväxtart som beskrevs av J. Kuijt. Dendrophthora decipiens ingår i släktet Dendrophthora och familjen sandelträdsväxter. Inga underarter finns listade i Catalogue of Life.